# Alexander Chayanov
Aleksandr Vasílievich Chayánov (em russo:  Александр Васильевич Чаянов, 17 de janeiro / 29 de janeiro de 1888 em Moscou; † Almaty, 3 de outubro de 1937) foi um economista agrário e escritor russo.

## Biografia
Chayanoy estudou 1906-1911 no Instituto de Agricultura de Moscou. Após de se formar em 1911, ficou lá para se preparar para um cargo de professor e foi enviado en 1912 para a Inglaterra, França, Alemanha, Suíça e Itália para treinamento adicional. Após seu retorno, ele lecionou na Universidade do Povo Shanyavsky da cidade de Moscou. Em 1912, foram publicados seus primeiros poemas, o Livro de Lyalina.
A partir de 1912, ele se concentrou na investigação da teoria da unidade econômica camponesa. Combinou a atividade de ensino e pesquisa com a participação em organizações cooperativas e públicas e foi um dos organizadores e dirigentes da União Central das Cooperativas de Cultivo de Linho, que rapidamente conquistou o mercado nacional e mundial. Em 1913 tornou-se professor titular do Instituto de Agricultura e em 1915 professor adjunto.
Em plena ascensão revolucionária, em 1917 escreveu o texto Qual é o problema agrário?. Após da Revolução de Fevereiro de 1917, Chayanov participou do movimento cooperativo e foi vice-ministro da Agricultura do governo provisório por duas semanas, mas como esse governo não confiscou as grandes propriedades, decidiu trabalhar por suas propostas nas organizações sociais e nos círculos de opinião.
Após a Revolução de Outubro, não hesitou em colaborar criticamente com o novo governo e concordou em trabalhar em órgãos cooperativos. Participou com posição independente no Primeiro Congresso Cooperativo, de 18 a 24 de fevereiro de 1918, ao qual apresentou relatório qualificado, sendo eleito integrante do comitê gestor. Em 1918 publicou Ideias Fundamentais e Métodos de Trabalho da Agronomia Social, uma compilação de suas palestras entre 1913 e 1917. Se tornou professor no Instituto de Agricultura de Moscou, que entre 1917 e 1923 chamava-se Academia Agrícola de Petrovskaya. Em 1919, fundou o Seminário Superior de Economia e Política Agrícola, que se tornou o Instituto de Pesquisa Científica em Economia Agrícola Em janeiro de 1922, por decisão da diretoria do Comissariado do Povo para Terras, Chayanov foi enviado à Inglaterra e à Alemanha para ajudar o Comissário do Povo para o Comércio Exterior, reuniu-se com especialistas desses países e fez visitas a cooperativas agrícolas. Sua obra Teoria da Economia Camponesa foi publicada na Alemanha em 1923.
Quando Chayanov retornou à Rússia, tomou posse como diretor do Instituto de Pesquisa Científica em Economia Agrária e tornou-se o especialista mais proeminente em questões agrárias e teve grande influência na política agrária soviética. Pôde aprofundar suas pesquisas sobre a economia camponesa e transformá-las em referência obrigatória e parte integrante do trabalho de diversos especialistas da "Escola de Organização e Produção" para a análise das questões agrárias, que não o eram. Limitou-se à pesquisa sobre a economia camponesa, mas estudou os métodos de regionalização agrícolas. O Instituto publicou seu livro mais conhecido, A Organização da Unidade Econômica Camponesa, em 1925, uma versão ampliada de sua edição alemã e, mais tarde, em 1927, Princípios Organizacionais e Formas de Cooperação Agrícola.
Com o início da coletivização forçada da agricultura, em 1928-1929, cresceu uma onda de críticas contra Chayanov. Ele foi estigmatizado como pequeno-burguês e acusado de ter "uma interpretação antimarxista da essência da agricultura camponesa". O acusaram de defender os interesses dos kulaks (camponeses ricos) e de promover teorias agrárias burguesas. Na Conferência de Marxistas Agrários (20-29 de dezembro de 1929) o chamado "Chayanovismo" foi declarado "agente do imperialismo" e "relacionado ao desvio de direita no PCUS (b)". Stalin, falando na conferência, atacou "as teorias não científicas de economistas soviéticos como Chayanov".
Em 1930, Chayanov foi preso dentro do "Caso do Partido dos Trabalhadores Camponeses" (Трудовая крестьянская партия), fabricado pelo NKVD. O nome de tal partido foi tirado de um livro de ficção científica escrito por Chayanov em 1920. O processo foi planejado para ser um show, mas entrou em colapso devido à coragem do acusado. No entanto, em um julgamento secreto em 1932, Chayanov foi condenado a 5 anos de trabalhos forçados na SSR do Cazaquistão. Em 3 de outubro de 1937, Chayanov foi preso novamente, "julgado" e baleado no mesmo dia. Sua esposa passou 18 anos em campos de trabalho forçado. Ela morreu em 1983 lutando para reabilitar seu marido. Ambos foram reabilitados pelo Colégio Militar da Suprema Corte da União Soviética em 16 de julho de 1987.

## Economia camponesa
Chayanov explicou a organização da unidade econômica camponesa; seus objetivos e planos; a circulação de capital e riqueza dentro dela; a relação entre terra, capital, trabalho e família; e as consequências de tudo isso para a economia nacional e internacional e a articulação da economia camponesa com o conjunto do sistema econômico.
Ao estudar a forma de produção camponesa como ela é, ele estudou o material a partir do qual a nova agricultura deveria evoluir, por meio de cooperativas do campesinato, progressivamente integradas. Considerou necessária a “agronomia social” para, por uma parte, gerar e aproveitar inovações tecnológicas adequadas às condições concretas da produção, melhorar a gestão econômica camponesa e organizar a população em cooperativas e, pela outra, realizar desde o Estado as mudanças na economia e das políticas que a situação exigisse, como a nacionalização do crédito e uma reforma agrária integral, não apenas fundiária.

## Obras literárias
Chayanov foi o autor de várias obras poéticas e narrativas. É bem conhecida a obra A viagem do meu irmão Alekséi ao país da utopia camponesa, história de ficção científica de profundo conteúdo social, publicada sob o pseudônimo de Ivan Kremniov em 1920. Escreveu a História da Área de Moscou (1918). Em suas cartas foram encontradas teses sobre o papel dos intelectuais na revolução. Suas principais obras literárias foram:
- История парикмахерской куклы (1918) - (A história da boneca do cabeleireiro)
- Путешествие моего брата Алексея в страну крестьянской утопии (1920) - (A viagem do meu irmão Alekséi ao país da utopia camponesa)
- Венедиктов (1922) - (Venedíktov)
- Венецианское зеркало (1923) - (O espelho veneciano)
- Необычайные приключения графа Бутурлина (1924) - (As aventuras excepcionais do conde Buturlín)
- Юлия, или Встречи под Новодевичьим (1928) - (Julia, ou Encontros perto do Mosteiro Novodévichi)